# Nikolai Baturin
Nikolai Baturin (* 5. August 1936 im Dorf Suislepa, heute Landgemeinde Tarvastu, Kreis Viljandi, Estland; † 16. Mai 2019) war ein estnischer Schriftsteller.

## Leben und Werk
Nikolai Baturin besuchte nach der Schule sowohl eine Landwirtschaftsakademie wie auch eine Seeschifffahrtsschule. Danach fuhr er fünf Jahre auf einem Kriegsschiff zur See. Anschließend arbeitete er sechs Jahre lang für eine geologische Expedition in Sibirien.
Nikolai Baturin debütierte 1968 mit Gedichten unter dem Titel Maa-alused järved („Unterirdische Flüsse“). Er schrieb sowohl in Estnisch als auch im südestnischen Dialekt Mulgi. Baturin setzte damit die lange Tradition estnischer Lyrik im Dialekt Südestlands fort. Er war seit 1973 Mitglied im Estnischen Schriftstellerverband.
Baturins Hauptthema ist die Beziehung von Mensch und Natur. In der Zeit der Sowjetunion verbrachte er fünfzehn Jahre lang jeden Sommer als Berufsjäger in Sibirien. Seine Bücher handeln zum Beispiel vom Leben eines Jägers in der Taiga und dem Einswerden mit der Natur. Baturins Roman Karu süda („Das Herz des Bären“) erzählt von Sibirien und der Urbevölkerung der Samojeden. Das Buch wurde 2001 von Arvo Iho verfilmt.

## Romane
- Leiud kajast (1977)
- Karu süda (1989)
- Kartlik Nikas, lõvilakkade kammija: lapsepõlvemartüürium (1993)
- Ringi vangid (1996)
- Apokalüpsis Anno Domini (1997)
- Kentaur (2003)
- Sõnajalg kivis (2006)

## Gedichtanthologien
- Maa-alused järved: luuletusi 1963–1967 (1968)
- Väljadelt ja väljakutelt (1972)
- Kajokurelend: luuletusi mulgi murden (1975)
- Galerii (1977)
- Lüürakala (1978)
- Poolusevaikus. Vaikusepoolus. Talvitusluuletusi 1979–1980 (1980)
- Sinivald: luuletuse mulgi murden, 1963–1983 (1990)

## Drehbücher
- Suvetuisud (1992)
- Das Herz der Bärin (Karu süda) (1993)
- Mõrv majakal (1994)
- Kartlik Nikas, lõvilakkade kammija (1999)

## Theaterstücke
- Teemandirada (1986)
- Kummitus, kummutis (1993)

## Auszeichnungen
- 1990: Eduard-Vilde-Preis
- 2001: Ordens des weißen Sterns (V. Klasse)
- 2004: Literaturpreis des Estnischen Kulturkapitals (Prosa)
- 2006: Hendrik-Adamson-Preis für Dialektdichtung
- 2018: Tammsaare-Roman-Preis